# 西红门站
西红门站是一个位于中国北京市大兴区西红门地区欣宁街、宏福西路交叉口南侧，属于北京地铁大兴线的地铁车站，2010年12月30日启用。

## 位置
这座车站位于欣宁街（南北向）和宏福西路（东西向）的交汇处，呈南北走向。

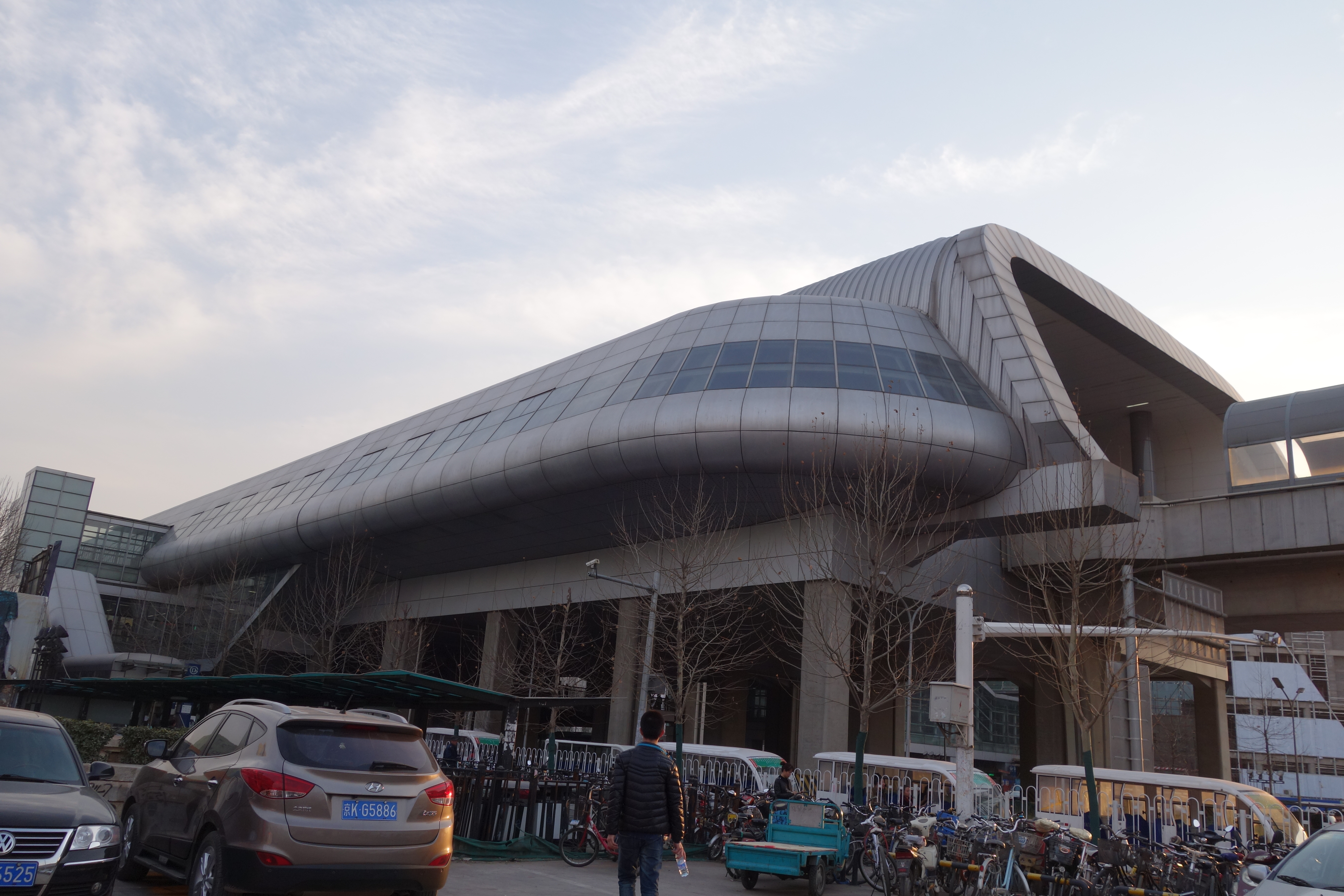
西红门站的站房，拍摄自宏福路与欣宁街的路口（2014年3月摄）

该站南侧有地铁文化公园。

## 结构

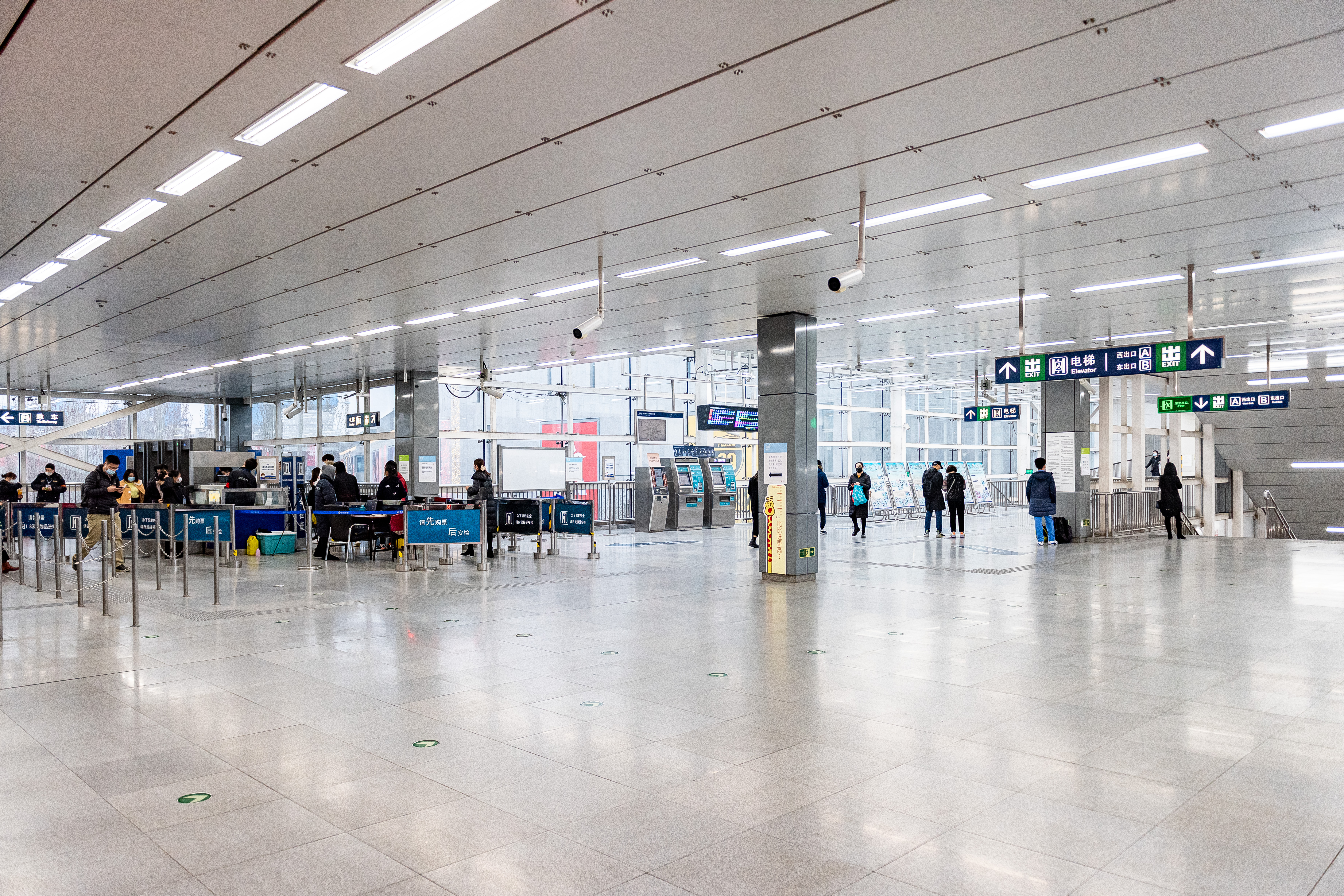
西红门站西侧站厅（2021年3月摄）

### 车站楼层
西红门站是大兴线全线唯一一座高架车站，共设3层，站内装饰有雕塑《历史的瞬间》。站外设有2处公交换乘港和10000平方米P+R公交场站。
| 地上三层 站厅层 站台层 | 站厅                                | 安全检查、自动售票机、客务中心               |
| 地上三层 站厅层 站台层 | 侧式站台，右側開门                  |                                              |
| 地上三层 站厅层 站台层 | █ 大兴线往安河桥北（4号线）（新宫） |                                              |
| 地上三层 站厅层 站台层 | █ 大兴线往天宫院（高米店北）        |                                              |
| 地上三层 站厅层 站台层 | 侧式站台，右側開门                  |                                              |
| 地上三层 站厅层 站台层 | 站厅                                | 安全检查、自动售票机、客务中心、商场连接通道 |
| 地上二层               | 集散层                              | 商场连接通道、跨欣宁街天桥                   |
| 地面层                 | 地面                                | A-B出入口                                    |

### 站厅及站台

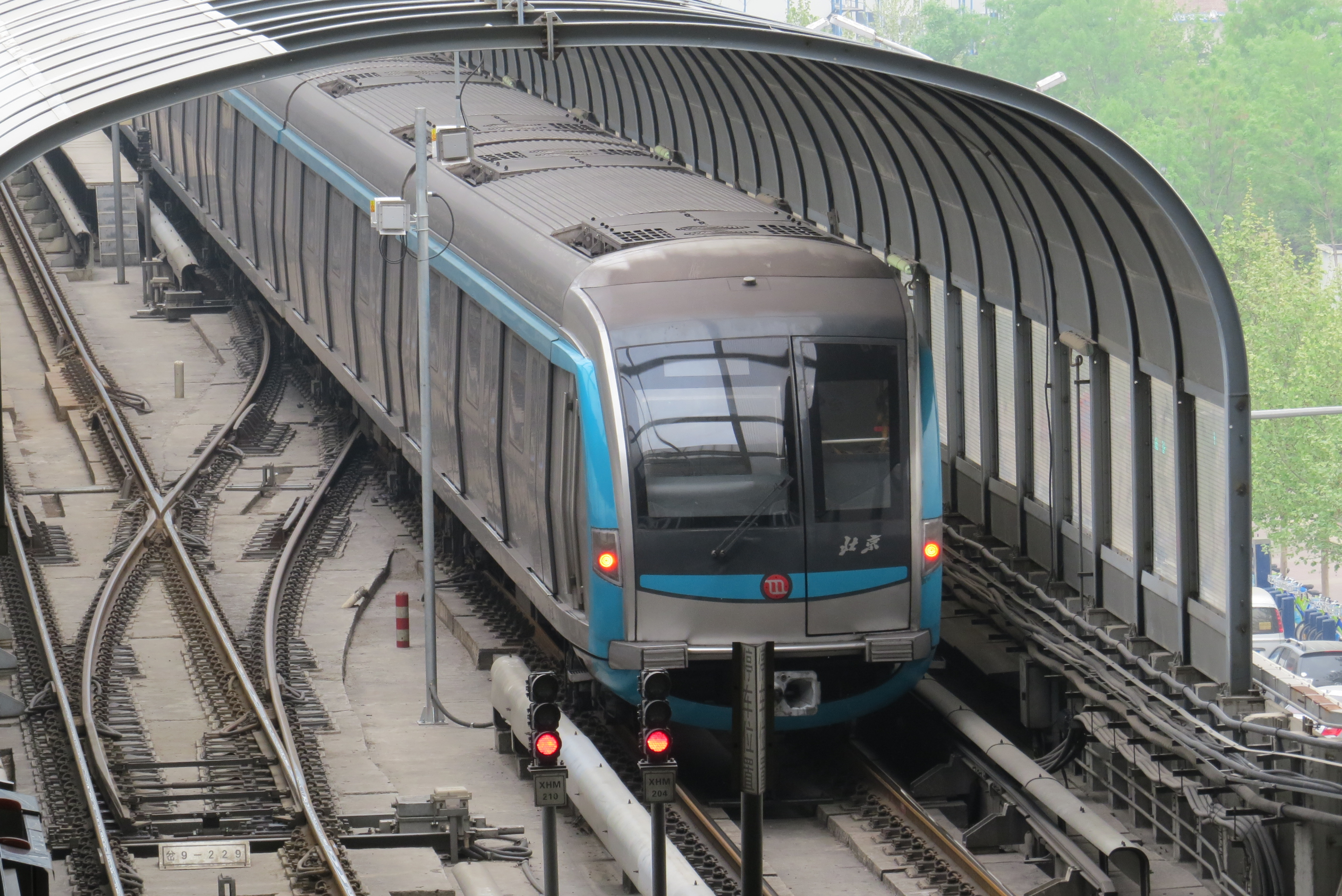
北行的013号列车离开西红门站（2015年4月摄）

西红门站设有2个侧式站台，客务中心、进出站闸机等站厅设施均设于地上三层的站台外侧，付费区内设有人行跨线桥，二层非付费区亦设有上跨欣宁街的开放式天桥，连接A、B两出口。地上二层和三层的西端均设有通往荟聚购物中心的通道。月台北端设有一条渡线。

## 出入口
西红门站共有3个出入口：A（西）、B1（东）、B2（东）。
|                           |        |                                    |      |            |
| 编号                      | 指示   | 建议前往的目的地                   | 图片 | 无障碍设施 |
| 出口 · A · 升降机标志     | 欣宁街 | 欣宁街，荟聚中心，宜家家居西红门店 |      |            |
| 出口 · B · 1              |        | 欣宁街，瑞海家园一区，兴海公园     |      | 不適用     |
| 出口 · B · 2 · 升降机标志 | 欣宁街 | 欣宁街，瑞海家园一区，兴海公园     |      |            |
| 註： 設有                 |        |                                    |      |            |

## 利用状况
自大兴线开通以来，本站的进出站人数在大兴线各站中处于较高水平，2013年更成为大兴线进出站人数第一高的车站。2013年宜家西红门商场开业后，西红门站的客流量进一步上升，此后更成为假期的重点车站之一，在2016年中秋假期甚至成为4号线-大兴线进出站量第二大的车站，仅次于北京南站。
由于列车间隔等因素，本站曾长期在早高峰时段采取限流措施，直至2021年5月8日黄村西大街始发小交路开行后才有所缓解。